# Kručov
Kručov es un municipio del distrito de Stropkov en la región de Prešov, Eslovaquia, con una población estimada a final del año 2024 de 202 habitantes.
Se encuentra ubicado al noreste de la región, cerca del río Ondava (cuenca hidrográfica del río Tisza) y de la frontera con  Polonia.

## Demografía
| Año        | 1994 | 2004    | 2014    | 2024    |
| ---------- | ---- | ------- | ------- | ------- |
| Población  | 249  | 234     | 218     | 202     |
| Diferencia |      | −6,02 % | −6,83 % | −7,33 % |

| Año        | 2023 | 2024    |
| ---------- | ---- | ------- |
| Población  | 201  | 202     |
| Diferencia |      | +0,49 % |